# Mistrzostwa Europy w Zapasach 1927
9. Mistrzostwa Europy w zapasach odbywały się w 1927 roku w Budapeszcie.

## Medaliści
| Konkurencja | Złoto           | Srebro            | Brąz           |
| ----------- | --------------- | ----------------- | -------------- |
| -58 kg      | Giovanni Gozzi  | Eduard Pütsep     | Armand Magyar  |
| -62 kg      | Voldemar Väli   | Károly Kárpáti    | Martin Egeberg |
| -67,5 kg    | Eduard Sperling | Harald Pettersson | Oswald Käpp    |
| -75 kg      | László Papp     | Albert Kusnets    | František Hála |
| -82,5 kg    | Alexander Szabó | Thure Sjöstedt    | Rudolf Loo     |
| +82 kg      | Rajmund Badó    | Johan Richthoff   | Josef Urban    |

## Tabela medalowa
| Lp. | Państwo        | Złoto | Srebro | Brąz |
| --- | -------------- | ----- | ------ | ---- |
| 1   | Węgry          | 2     | 1      | 1    |
| 2   | Estonia        | 1     | 2      | 2    |
| 3   | Czechosłowacja | 1     | 0      | 2    |
| 4   | Niemcy         | 1     | 0      | 0    |
|     | Włochy         | 1     | 0      | 0    |
| 6   | Szwecja        | 0     | 3      | 0    |
| 7   | Norwegia       | 0     | 0      | 1    |